# Вялґіська сільська рада
Вя́лґіська сільська рада (ест. Välgi külanõukogu, рос. Вяльгиский сельский совет) — сільська рада в Естонській РСР, адміністративно-територіальна одиниця в складі повіту Тартумаа (1945—1950), Калластеського району (1950—1959) та Тартуського району (1959—1960).

## Населені пункти
Адміністративний центр — село Вялґі, що розташовувалося на відстані 25 км на південний захід від міста Калласте та 36 км на північний схід від міста Тарту.
Сільській раді підпорядковувалися села: Вяґева (Vägeva), Тоотсі (Tootsi), Сірґла (Сярґла) (Sirgla (Särgla), Уускюла (Uusküla), Алайие (Alajõe), Кярґанді (Kärgandi), Селґізе (Selgise).
Землями, що належали сільраді, користувався колгосп імені Суворова.

## Історія
13 вересня 1945 року на території волості Вара в Тартуському повіті утворена Вялґіська сільська рада з центром у селі Вялґі. Головою сільської ради обраний Сергій Сомелар (Sergei Somelar), секретарем — Лейда Гейнам (Leida Heinam).
26 вересня 1950 року, після ліквідації в Естонській РСР повітового та волосного поділу, сільська рада ввійшла до складу новоутвореного Калластеського сільського району.
24 січня 1959 року сільрада приєднана до Тартуського району після скасування Калластеського району.
3 вересня 1960 року Вялґіська сільська рада ліквідована. Її територія склала північну частину Вараської сільської ради.